# Disney's Skatkammer
Disney's Skatkammer (Walt Disney's Fables) er en direkte-til-video kortfilm tegnefilm i spillefilm.

## Danske Stemmer

### Prinsen og Tiggerdrengen (1990) (2002)
- Anders Bircow – Mickey/Prins
- Lars Thiesgaard – Sorteper
- Dick Kaysø - Anders And
- Johan Vinde - Fedtmule
- Jens Jacob Tychsen – Klavs Krikke
- Dennis Otto Hansen – Grisen
- Pauline Rehné – Nora Malkeko
- John Hahn-Petersen – Kongen
- Nis Bank-Mikkelsen - Fortæller

- Instruktør: Lars Thiesgaard
- Oversættelse: Michael Skovgaard
- Producer: Svend Christiansen

### Søvnigdalens Legende (1949) (1995)
- Henrik Koefoed – Fortæller
- Tritonius-Koret, Leder af,
- Sang & Korinstruktør: John Høybye

- Michael Skovgaard: Oversættelse
- Christian Clausen: Instruktør
- Diresh Mirchandani
- Rolf Auhagen
- Lars Lundholm
- Svend Christiansen: Producer
- Sun Studio

## Volume 3
- Anders And I Matemagi-Land (1959)
- Ben og Jeg (1953)
- Anders And på Museum (1937)

- Thure Lindhardt – Amos Mus
- Thomas Mørk – Benjamin Franklin
- Dick Kaysø – Anders And
- Lars Thiesgaard – Christopher Mus
- Henrik Koefoed – Thomas Jefferson
- Peter Zhelder – Ånd

- Claus Storgaard – Vol 3
- Søren Ulrichs
- Paul Hüttel
- Ann Hjort
- Pauline Rehné

## Volume 4
- Skildpadden og Haren (1935)
- Rottefangeren (1933)
- Skildpadden er Tilbage (1936)
- Lykkesmeden (1935)
- Billedbogen (1933)
- Kong Neptun (1932)

- Christian Clausen – Lykkesmed/Neptun
- Kjeld Nørgaard – Skildpadden
- Lars Thiesgaard – Hare/Kongen/Pirat
- Pauline Rehné – Jenni

- Johnny Jørgensen – Sang
- Lise Nees
- Pia Scharling
- Søren Launbjerg

- Christian Clausen – Instruktør
- Claus Rydskov – Dubtekniker
- Jens Johannsen – Mixtekniker
- Svend Christiansen – Producer
- Sun Studio

## Volume 5
- Tyren Ferdinand (1938)
- Lambert, Den Fromme Løve (1952)
- De Tre Små Grise (1933)
- Tre Blinde Musketerer (1936)
- Den Tre Små Ulve (1936)
- Sjove søde Hare (1934)

- Store Stygge Ulv – Lars Thiesgaard
- Stork – Donald Andersen
- Lambert – Thomas Mørk
- Violinist Gris/Fløjtespiller Gris – Pauline Rehné
- Ferdinands Mor – Louise Engell
- Den Tre Stygge Ulveunger – Julian K.E. Baltzer
- Praktiske Gris – Lars Thiesgaard

- Anders Bircow – I Øvrigt Medvirkende
- Dick Kaysø
- Henrik Koefoed
- Johnny Jørgensen
- Johan Vinde

## Volume 6
- Den Venlige Drage (1941)
- Mickey og Bønnestagen (1947)

- Dragen – Peter Secher Schmidt
- Jesper Fårekylling – John Martinus
- Herman – Julian K.E. Baltzer
- Faren – Lars Thiesgaard
- Fortæller – Louise Fribo
- Fortæller – Thomas Mørk
- Raptus von And – Henrik Koefoed
- Mickey Mouse – Anders Bircow
- Anders And – Dick Kaysø
- Fedtmule – Johan Vinde
- Harpe – Louise Engell
- Kæmpe – Peter Aude

- Claus Storgaard – I Øvrigt Medvirkende
- Lena Brostrøm
- Trine Dansgaard
- Dorthe Hyldstrup
- Uri Pais
- Anne Dillon
- Mads Enggaard
- Johnny Jørgensen
- Torben Eskildsen
- Lars Thiesgaard
- Helle Henning
- Pauline Rehné